# Kaleń (gmina Sadkowice)
Kaleń – wieś w Polsce położona w województwie łódzkim, w powiecie rawskim, w gminie Sadkowice.
Po wojnie siedziba gminy Lubania. W latach 1954–1972 wieś należała i była siedzibą władz gromady Kaleń. W latach 1975–1998 miejscowość należała administracyjnie do województwa skierniewickiego.

## Zabytki
Według rejestru zabytków NID na listę zabytków wpisane są obiekty:
- zespół pałacowy, poł. XIX w., XX w.:
  - pałac, nr rej.: 260 z 27.12.1967
  - spichrz, nr rej.: 769 z 27.12.1967
  - park, nr rej.: 229 z 20.06.1981 oraz 768 z 27.12.1967